# 한국공인중개사협회
한국공인중개사협회(韓國公認仲介士協會, Korea Association of Realestators, KAR)는 개업공인중개사의 자질향상 및 품위유지와 부동산중개업에 관한 제도의 개선 및 운용에 관한 업무를 효율적으로 수행하기 위해 설립된 개업공인중개사 단체이자 비영리사단법인이다. 서울특별시 관악구 남부순환로 1722에 위치하고 있다.

## 설립 근거
- 공인중개사법 제41조[1]

## 업무
- 공인중개사에 대한 공제사업
- 공인중개사 개설 실무교육 등 다양한 공인중개사 교육사업
- 부동산 거래정보망(한방부동산) 구축 등 정보사업
- 대국민 부동산거래사고 예방 홍보 및 무료중개 등 사회공헌사업
- 미국 NAR, 일본 宅地建物取引業協會 등 해외 유관기관 국제교류사업

## 연혁
- 1986년 3월 5일  : 법인설립등기 (협회 창립)
- 1986년 3월 5일 : 제1대 김상희 회장 취임
- 1986년 10월13일 : 제2대 심재홍 회장 취임
- 1987년 9월 1일 : 제3대 이심 회장 취임
- 1989년 3월 6일 : 제4대 이호일 회장 취임
- 1990년 12월27일 : 정부조직법개정으로 협회업무가 내무부에서 건설부로 이관
- 1991년 6월 8일 : 손해배상책임 공제사업 실시
- 1992년 3월 7일 : 제5대 최이호 회장 취임
- 1994년 12월 5일 : 건설교통부로부터 국내 최초 부동산거래정보사업자 지정
- 1996년 4월 9일 : 제6대 김부원 회장 취임
- 1999년 3월29일 : 제7대 이종열 회장 취임
- 2003년 10월10일 : 제8대 김희 회장 취임
- 2007년 10월17일 : 제9대 김준현·서우원 공동회장 취임
- 2013년 1월15일 : 제10대 이해광 회장 취임
- 2014년 7월29일 : 공인중개사법 제정 및 시행 - 공인중개사의 날 지정
- 2016년 1월15일 : 제11대 황기현 회장 취임
- 2019년 1월 8일 : 제12대 박용현 회장 취임
- 2022년 1월15일 : 제13대 이종혁 회장 취임
- 2025년 1월15일 : 제14대 김종호 회장 취임

## 조직
1. 조직현황
  - 전국 19개 시·도회
  - 256개 시·군·구 지회
  - 2,139개 읍·면·동 분회
2. 임원 : 회장, 부회장, 감사, 이사
3. 대의원총회 : 대의원, 대의원총회 의장단 
  - 기획분과/공제분과/정보분과/교육분과/총무분과/회원분과/정책연구분과/홍보분과
4. 제위원회
  - 윤리위원회/중앙윤리위원회/중앙재심위원회/여성위원회/중앙인사위원회/중앙재심인사위원회/보상심의위원회/중앙분쟁조정위원회/공제운영위원회/지도단속위원회/자문위원회/한방부동산거래정보망 운영위원회/홈페이지관리위원회/밴드관리위원회
5. 사무처
  - 중앙회 : 1원 6부 6실 22과
  - 전국 19개 시·도회 사무국 편성[2]